# Cristián Zapata
Cristián Eduardo Zapata Valencia (Padilla, 30 september 1986) is een Colombiaans voetballer die doorgaans als centrale verdediger speelt. Hij verruilde AC Milan in juli 2019 transfervrij voor Genoa CFC. In 2007 debuteerde hij in het Colombiaans voetbalelftal.

## Clubcarrière

### Udinese
Zapata tekende op 31 augustus 2005 bij Udinese. Hij kwam over van het Colombiaanse Deportivo Cali. Op 18 september 2006 tekende hij een nieuw, vijfjarig contract. In oktober 2007 kregen Andrea Dossena, Roman Jerjomenko, Simone Pepe en Zapata allen een nieuw contract tot 2012.
Hij miste door een blessure de eerste helft van het seizoen 2008/09.

### Villarreal CF
Op 12 juli 2011 tekende Zapata bij het Spaanse Villarreal CF. Op 17 augustus maakte hij zijn Champions League-debuut tegen Udinese, in de kwalificatierondes.

### AC Milan
Op 30 juni 2012 werd bekend dat Zapata tijdens het seizoen 2012/13 zou spelen bij AC Milan. Door de degradatie naar de Segunda División was Villarreal CF verplicht spelers te laten gaan. Zapata werd voor een jaar verhuurd, Milan bedong een aankoopoptie. Op 23 mei 2013 lichtte AC Milan de aankoopoptie. Met de overgang was een bedrag van zes miljoen euro gemoeid. Zapata speelde eerder in de Serie A bij Udinese. In de seizoenen 2012/13 en 2013/14 speelde Zapata mee in 23 respectievelijk en 20 competitieduels. Ook was hij met AC Milan actief in de UEFA Champions League. Zapata verlengde in juni 2016 zijn contract bij AC Milan tot medio 2019.

## Clubstatistieken
| Seizoen | Club           | Land              | Competitie          | Competitie | Competitie | Beker | Beker | Internationaal | Internationaal | Totaal | Totaal |
| Seizoen | Club           | Land              | Competitie          | Wed.       | Dlp.       | Wed.  | Dlp.  | Wed.           | Dlp.           | Wed.   | Dlp.   |
| ------- | -------------- | ----------------- | ------------------- | ---------- | ---------- | ----- | ----- | -------------- | -------------- | ------ | ------ |
| 2005    | Deportivo Cali | Vlag van Colombia | Categoría Primera A | 17         | 0          | 0     | 0     | —              | —              | 17     | 0      |
| 2005/06 | Udinese Calcio | Vlag van Italië   | Serie A             | 21         | 1          | 5     | 0     | 4              | 0              | 30     | 1      |
| 2006/07 | Udinese Calcio | Vlag van Italië   | Serie A             | 36         | 0          | 2     | 0     | —              | —              | 38     | 0      |
| 2007/08 | Udinese Calcio | Vlag van Italië   | Serie A             | 27         | 1          | 0     | 0     | —              | —              | 27     | 1      |
| 2008/09 | Udinese Calcio | Vlag van Italië   | Serie A             | 18         | 1          | 2     | 0     | 6              | 0              | 26     | 1      |
| 2009/10 | Udinese Calcio | Vlag van Italië   | Serie A             | 31         | 0          | 4     | 0     | —              | —              | 35     | 0      |
| 2010/11 | Udinese Calcio | Vlag van Italië   | Serie A             | 35         | 2          | 3     | 0     | —              | —              | 38     | 2      |
| 2011/12 | Villarreal CF  | Vlag van Spanje   | Primera División    | 28         | 0          | 2     | 0     | 6              | 0              | 36     | 0      |
| 2012/13 | → AC Milan     | Vlag van Italië   | Serie A             | 23         | 0          | 1     | 0     | 5              | 0              | 29     | 0      |
| 2013/14 | AC Milan       | Vlag van Italië   | Serie A             | 20         | 1          | 1     | 0     | 8              | 1              | 29     | 2      |
| 2014/15 | AC Milan       | Vlag van Italië   | Serie A             | 12         | 0          | 1     | 0     | —              | —              | 13     | 0      |
| 2015/16 | AC Milan       | Vlag van Italië   | Serie A             | 16         | 1          | 5     | 0     | —              | —              | 21     | 1      |
| 2016/17 | AC Milan       | Vlag van Italië   | Serie A             | 15         | 1          | 1     | 0     | —              | —              | 16     | 1      |
| 2017/18 | AC Milan       | Vlag van Italië   | Serie A             | 12         | 0          | 0     | 0     | 8              | 0              | 20     | 0      |
| 2018/19 | AC Milan       | Vlag van Italië   | Serie A             | 13         | 0          | 1     | 0     | 5              | 1              | 19     | 1      |
| 2019/20 | Genoa CFC      | Vlag van Italië   | Serie A             | 11         | 1          | 1     | 0     | —              | —              | 12     | 1      |
| Totaal  | Totaal         | Totaal            | Totaal              | 335        | 9          | 29    | 0     | 42             | 2              | 406    | 11     |

## Interlandcarrière
Zapata maakte deel uit van de Colombiaanse selectie die in 2005 deelnam aan het wereldkampioenschap voetbal onder 20 in Nederland. Daar verloor de ploeg van bondscoach Eduardo Lara in de achtste finales van de latere kampioen Argentinië (2–1). Hij debuteerde in 2007 in het Colombiaans voetbalelftal tegen Paraguay, in een vriendschappelijke wedstrijd die met 1–0 werd gewonnen. In mei 2014 werd Zapata door bondscoach José Pékerman opgenomen in de selectie voor het wereldkampioenschap voetbal in Brazilië. Hij speelde mee in vier wedstrijden, waaronder de van Brazilië verloren kwartfinale.
Bondscoach José Pékerman nam Zapata eveneens mee naar het WK 2018 in Rusland. Daar begon Colombia met een enigszins verrassende nederlaag tegen het lager ingeschatte Japan (1-2), waarna de ploeg in de resterende twee groepswedstrijden te sterk was voor Polen (3-0) en Senegal (1-0). In de achtste finales echter werden de Colombianen na strafschoppen uitgeschakeld door Engeland (3-4), nadat beide teams in de reguliere speeltijd waren bleven steken op 1-1 door treffers van de Engelse topschutter Harry Kane (rake strafschop in de 57ste minuut) en een doeltreffende kopbal van verdediger Yerry Mina in blessuretijd. Carlos Bacca miste zijn inzet vanaf elf meter, net als Mateus Uribe. Zapata kwam als invaller in één duel in actie voor zijn vaderland.